# Eugene McCarthy
Eugene McCarthy (Watkins, 1916. március 29. – Georgetown Retirement Home, 2005. december 10.) az Amerikai Egyesült Államok szenátora (Minnesota, 1959–1971).

## Élete
A minnesotai Watkins-ban született, Anna Baden McCarthy és Michael John McCarthy Jr. gyermekeként.
Három testvére volt. A St. Anthony's Catholic Schoolban tanult. Tanulmányait a Saint John's Preparatory Schoolban folytatta; 1932-ben érettségizett. Ezután a Saint John's Universityn tanult, 1935-ben diplomázott.